# 令和の三英傑!
『令和の三英傑!』（れいわのさんえいけつ）は、2024年12月11日と18日の2週にわたって中京テレビの制作により、日本テレビ系列「水曜プラチナイト」枠で放送されたテレビドラマ。主演は山本舞香。
通称・戦国三英傑（織田信長、豊臣秀吉、徳川家康）の直系子孫だと信じて疑わない人々が「令和の三英傑」として、意地とプライドと血筋をめぐる争いを繰り広げる姿を描く「ハイパーコメディドラマ」。

## キャスト

### 主要人物
織田よし乃〈24〉
演 - 山本舞香
大須万松寺の老舗洋食屋「キッチンKnob」の一人娘。
父・信郎と対立しながらも、傾きかけた店の立て直しを図る婚活女子。
木下藤吉〈23〉
演 - 岡山天音
板金工場「トヨトミー製作所」の一人息子。学生演劇にのめりこみ、就職できていない。
徳川春日〈35〉
演 - 平野綾
「岡崎グランドホテル大権現」の実権を握る才媛。インフルエンサーとしても影響力を持つ。

### 織田家（キッチンKnob）
織田信郎〈54〉
演 - 佐藤二朗
よし乃の父。キッチンKnobの店主。口数は多いが小心者。
織田信定〈88〉
演 - 高桑満
よし乃の祖父。
森大空〈21〉
演 - 平野莉玖
大学生。キッチンKnobのアルバイト。

### 木下家（トヨトミー製作所）
石田順平〈20〉
演 - 岐洲匠
藤吉の大学演劇部時代の後輩。藤吉が演出する舞台の主役。
木下茶々子〈52〉
演 - かとうかず子
藤吉の母。トヨトミー製作所の社長。
木下マサ〈80〉
演 - 草村礼子
藤吉の祖母。
石田成三〈47〉
演 - 関智一
トヨトミー製作所の専務。順平の父。

### 徳川家（岡崎グランドホテル大権現）
徳川康元〈55〉
演 - 多田木亮佑
春日の夫。養子。ホテルのオーナー。

### その他
武田美帆〈24〉
演 - 桃月なしこ
よし乃の友人で相談相手。明るくてポジティブ。

## スタッフ
- 原案・演出 - 堤幸彦[1]
- 脚本 - 佃典彦[1]
- 主題歌 - ガラクタ「あくびがうつる」（GARAKUTA）[5]
- 挿入歌 - 平野莉玖「名古屋 Delight」（インペリアルレコード）[4]
- 音楽プロデューサー -  茂木英興[6]
- 音楽 - BLACK BOTTOM BRASS BAND
- 撮影 - 稲生琢也
- 照明 - 角俊平
- 音声 - 中村健太
- 美術 - 津留啓亮
- 編集 - 伊藤伸行
- 編成 - 浅田大道、辻村享（中京テレビ）
- 広報 - 中島彩花、小澤昌史、鈴木詩織、猿谷由布子、山澤立樹（中京テレビ）
- ホームページ - 霜圭太郎、竹内千尋（中京テレビ）
- プロデューサー - 美輪善徳（CTV MID ENJIN）、中澤晋（オフィスクレッシェンド）
- チーフプロデューサー - 池田京平（CTV MID ENJIN）
- 制作プロダクション -  CTV MID ENJIN[6]
- 制作協力 -  オフィスクレッシェンド[6]
- 製作著作 - 中京テレビ[2]

## 放送日程
| 話数   | 放送日   | サブタイトル                            |
| ------ | -------- | --------------------------------------- |
| 上ノ巻 | 12月11日 | 堤幸彦オリジナル名古屋愛コメディ        |
| 下ノ巻 | 12月18日 | 徳川家の陰謀と織田家&豊臣家のロミジュリ |

## スピンオフドラマ
『令和の三英傑～恋する末裔たち～』と題されたスピンオフドラマが2025年1月8日、TVerとYouTubeで配信される。

### キャスト（スピンオフドラマ）
- 平野莉玖[8]
- 桃月なしこ[8]
- 高桑満[8]
- 草村礼子[8]
- 関智一[8]
- 柚[8]